# Naissance en 1990
Naissance
- 1986
- 1987
- 1988
- 1989
- 1990
- 1991
- 1992
- 1993
- 1994

Les naissances en 1990 concernent les personnalités nées entre le 1er janvier et le 31 décembre 1990.

## Janvier
- 1er janvier : Nadia Pariss, actrice pornographique et mannequin de charme afro-américaine.
- 2 janvier : Karel Abraham, pilote de Moto GP.
- 3 janvier : 
  - Austin Dufault, joueur américain de basket-ball ;
  - Fabian Drzyzga, joueur polonais de volley-ball.
- 4 janvier :
  - Onur Bayramoğlu, footballeur turc ;
  - Gaël Cottat, acteur, auteur et réalisateur.
- 7 janvier :
  - Liam Aiken, acteur américain.
  - Michael Sam, joueur professionnel de football américain.
  - Camryn Grimes, actrice américaine.
- 9 janvier : Nam Ji-hyun, danseuse et chanteuse sud-coréenne ex-membre du groupe 4Minute.
- 10 janvier : 
  - Mirko Bortolotti, pilote automobile italien.
  - William Buford, joueur américain de basket-ball.
  - Israa al-Ghomgham, militante saoudienne pour les droits de l'homme.
  - Amin Nouri, footballeur norvégien d'origine marocaine.
- 11 janvier : 
  - Ismaily, footballeur brésilien.
  - Fortes, matador espagnol.
  - Kotoki Zayasu, joueuse de volley-ball japonaise.
- 13 janvier : Liam Hemsworth, acteur australien.
- 14 janvier : 
  - Grant Gustin, acteur américain.
  - Jul, rappeur et chanteur français.
  - Rachid Taouil, footballeur algérien.
- 16 janvier : Simon Porte Jacquemus, styliste français.
- 17 janvier : Zororo Makamba, journaliste zimbabwéen († 23 mars 2020).
- 18 janvier : Gorgui Dieng, joueur de basket-ball sénégalais
- 20 janvier : Fab Melo, joueur de basket-ball brésilien († 11 février 2017).
- 22 janvier : Alizé Cornet, joueuse de tennis française.
- 23 janvier : 
  - Phillipp Dittberner, chanteur allemand.
  - Logic, rappeur américain.
- 24 janvier : Aleksandr Dyachenko, kayakiste russe.
- 26 janvier : 
  - Peter Sagan, coureur cycliste slovaque.
  - Sergio Pérez, pilote automobile mexicain.
  - Christopher Massey, acteur américain.
- 27 janvier : Nicholas Bett, athlète kényan, spécialiste du 400 m haies († 8 août 2018).
- 28 janvier : Luce, chanteuse et actrice française.
- 29 janvier : François Civil, acteur français.
- 30 janvier : Jake Thomas, acteur, chanteur et photographe américain.

## Février
- 2 février : 
  - Thomas Blumenthal, acteur français
  - Craig Breen, pilote de rallye irlandais († 13 avril 2023)
- 3 février : Sean Kingston, chanteur américain.
- 4 février : Nairo Quintana, coureur cycliste colombien.
- 5 février : Kim Ji-Soo, acteur et chanteur sud-coréen.
- 7 février : 
  - Jacksepticeye, vidéaste irlandais.
  - Dalilah Muhammad, athlète américaine.
- 8 février : Leendert de Ridder, acteur et présentateur néerlandais.
- 9 février : Negzzia, mannequin iranienne.
- 10 février : Choi Sooyoung, chanteuse sud-coréenne.
- 11 février : Go Ara, actrice et mannequin sud-coréenne.
- 12 février : 
  - Gyancain Norbu, onzième panchen-lama présenté par le gouvernement chinois en 1995.
  - Park Bo-young, actrice sud-coréenne
- 13 février : 
  - Mamadou Sakho, footballeur français.
  - Rubén Doblas Gundersen dit El Rubius, vidéaste espagnol.
- 16 février : 
  - Bilal Moumen, footballeur algérien.
  - Abel Tesfaye alias The Weeknd, chanteur canadien.
- 18 février : Park Shin-hye, actrice et mannequin sud-coréenne.
- 19 février : Luke Pasqualino, acteur britannique.
- 21 février : 
  - Florian Picasso, DJ et producteur français.
  - Kang Ha-neul, acteur sud-coréen.
- 24 février : Georges Griffiths, footballeur ivoirien († 5 octobre 2017).
- 25 février : 
  - Zhu Daqing, athlète et skieuse alpine handisport chinoise.
  - Naâman, chanteur français († 7 février 2025).

## Mars
- 1er mars :
  - Qandeel Baloch, mannequin, actrice, chanteuse et activiste féministe pakistanaise († 15 juillet 2016).
  - Harry Eden, acteur britannique.
  - Brendan Robinson, acteur américain.
  - Adrien Nougaret, vidéaste français plus connu sous le pseudonyme ZeratoR
- 4 mars : Andrea Bowen, actrice américaine.
- 5 mars : Anne Sila, chanteuse et violoncelliste française.
- 6 mars :
  - Hiwot Ayalew, athlète éthiopienne.
  - Derek Drouin, sauteur en hauteur canadien.
  - Linn Haug, snowboardeuse norvégienne.
  - Georganne Moline, athlète américaine.
  - Andrew Musgrave, fondeur britannique.
  - Alfred N'Diaye, footballeur franco-sénégalais.
- 10 mars : 
  - Mike Adams, footballeur américain.
  - Inna Deriglazova, escrimeuse russe.
  - César Domboy, acteur français.
  - Rania El Kilali, judokate marocaine.
  - Víctor García, pilote automobile espagnol.
  - Shawn Lalonde, joueur de hockey sur glace canadien.
  - Iván López, athlète chilien, spécialiste du demi-fond.
  - Calle Lindh, skieur alpin suédois.
  - Ryan Nassib, joueur de football américain.
  - Fernando Reis, haltérophile brésilien.
  - Luke Rowe, coureur cycliste gallois.
  - Claudia Steger, joueuse allemande de volley-ball.
  - Ahmed Sylla, humoriste français.
  - Stefanie Vögele, joueuse de tennis suisse.
- 14 mars : Joselyn Cano, mannequin américaine († 7 décembre 2020).
- 17 mars : Jérémy Frérot, chanteur français, membre de Fréro Delavega.
- 19 mars : 
  - Christopher Maboulou, footballeur franco-congolais († 10 janvier 2021).
  - Antoine Valois-Fortier, judoka canadien.
- 20 mars : 
  - Hassie Harrison, actrice américaine.
  - Stacy Martin, actrice franco-britannique.
  - Justin H. Min, acteur américain.
- 21 mars : Andrew Albicy, basketteur français.
- Grayson Waller, catcheur australien
- 23 mars : Mark Barberio, joueur de hockey sur glace canadien.
- 24 mars : Lacey Evans, catcheuse américaine
- 26 mars :
  - Patrick Ekeng, footballeur camerounais († 6 mai 2016).
  - Xiumin, chanteur sud-coréen du groupe EXO.
  - Choi Woo-shik, acteur coréo-canadien.
  - Romain Saïss, footballeur marocain.
  - Uini Atonio, joueur franco-néo-zélandais de rugby à XV.
- 27 mars : 
  - Kimbra, chanteuse néo-zélandaise.
  - Nicolas Nkoulou, joueur de football camerounais.
- Marzena Zięba, haltérophile polonaise.
- 29 mars : 
  - Kimberly Alkemade, athlète handisport néerlandaise.
  - Ovidio Guzmán López, baron de la drogue mexicain membre du cartel Los Chapito.
- 30 mars : 
  - Merveille Lukeba, acteur britannique.
  - Cassie Scerbo, actrice, danseuse et chanteuse américaine.
- 31 mars : 
  - Bang Yong-guk, chanteur sud-coréen (B.A.P).
  - Jemma Lowe, nageuse britannique.
  - Kheireddine Rechrouche, footballeur algérien.
  - Tommy Smith, footballeur anglais et néo-zélandais.
  - Aminata Makou Traoré, taekwondoïste malienne.

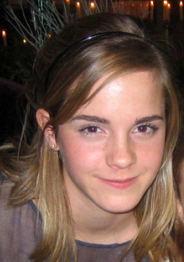
Emma Watson.

## Avril
- 1er avril : Tess Haubrich, actrice et mannequin australienne.
- 2 avril :
  - Lamyae Aharouay, journaliste néerlando-marocaine.
  - Miralem Pjanić, footballeur bosnien.
  - Ievguenia Kanaïeva, championne de gymnastique rythmique russe.
- 3 avril : Nekfeu, rappeur et acteur français.
- 4 avril : Ahmad Joudeh, danseur néerlandais.
- 5 avril :
  - Kim Jung-hyun, acteur sud-coréen.
  - Haruma Miura, acteur et chanteur japonais († 18 juillet 2020)
- 7 avril : Jung Han-hae, rappeur sud-coréen, membre du groupe Phantom.
- 8 avril : Kim Jonghyun, chanteur sud-coréen, membre du groupe SHINee († 18 décembre 2017).
- 9 avril : Kristen Stewart, actrice américaine.
- 10 avril : 
  - Simon Helg, footballeur suédois.
  - Alex Pettyfer, acteur britannique.
- 11 avril : Dope Saint Jude, rappeuse, chanteuse, auteure-compositrice et productrice de musique sud-africaine.
- 12 avril : Robbin Sellin, footballeur suédois.
- 14 avril :
  - Sanna Laari, biathlète finlandaise.
  - Samkelisiwe Zulu, footballeuse internationale zimbabwéenne.
- 15 avril : Emma Watson, actrice britannique, (Hermione dans Harry Potter)
- 16 avril : Lily Loveless, actrice britannique.
- 17 avril : Sol Rodríguez, actrice argentine.
- 20 avril : 
  - Luhan, chanteur et acteur chinois.
  - Soufiane Bidaoui, footballeur marocain.
  - Nathan French, joueur britannique de volley-ball.
  - Luba Golovina, trampoliniste géorgienne.
  - Hanna Łyczbińska, escrimeuse polonaise.
  - Özlem Kaya, athlète turque.
  - Audrey Tcheuméo, judokate française.
  - Laura Vanessa Vásquez, taekwondoïste salvadorienne.
- 21 avril : Juliette Lamboley, actrice française.
- 22 avril : Machine Gun Kelly, rappeur et acteur américain.
- 23 avril : Dev Patel, acteur britannique d'origine indienne.
- 24 avril : Kim Tae-ri, actrice et mannequin sud-coréenne.
- 25 avril : 
  - Jan-Lennard Struff, joueur de tennis allemand.
  - Germán Garmendia, vidéaste chilien.
- 26 avril : Jonathan dos Santos, footballeur mexicain.
- 27 avril : 
  - Lou de Laâge, actrice française.
  - Michael Condon, joueur de hockey américain.
- 29 avril : Laure Fournier, judoka franco-britannique et championne du monde de sambo.
- 30 avril : Elisa Lam, étudiante canadienne d'origine hongkongaise retrouvait morte au Cecil Hotel († 1er février 2013).

## Mai
- 2 mai : Kay Panabaker, actrice américaine.
- 3 mai : Brooks Koepka, joueur professionnel de golf américain.
- 5 mai :
  - Song Jieun, chanteuse sud-coréenne ancienne membre du girl group Secret.
  - Jana Meyerdierks, chanteuse de schlager allemande.
  - Prudence Leroy, actrice et mannequin française
- 6 mai : José Altuve, joueur de baseball vénézuélien.
- 7 mai : Romero Osby, basketteur américain.
- 9 mai : Zickry Casiodoro, Artiste musicien congolais.
- 10 mai : Haruka Katayama, chanteuse japonaise.
- 12 mai :
  - Florent Amodio, patineur artistique français.
  - Desmond Daniel Amofah, streameur américain († 19 juin 2019).
  - Sophie Bray, joueuse de hockey sur gazon britannique.
  - Nour Dissem, coureuse cycliste tunisienne.
  - Anastasija Grigorjeva, lutteuse lettonne.
- 15 mai :
  - Lee Jong-hyun, chanteur, musicien et acteur sud-coréen, ex-membre de CN Blue.
  - Noémie Allabert, powerlifteuse française.
- 16 mai : 
  - Thomas Brodie-Sangster, acteur et bassiste britannique.
  - Clémence Franc, entrepreneure française.
- 18 mai :
  - Débora Menezes, taekwondoïste brésilienne.
  - Heo Ga-yoon chanteuse et danseuse sud-coréenne ex-membre du groupe 4Minute.
- 20 mai : Toshima Karki, médecin et femme politique népalaise.
- 21 mai : Anikó Gyöngyössy, joueuse hongroise de water-polo.
- 22 mai : 
  - Anna Raadsveld, actrice néerlandaise.
  - Valentin Petit, réalisateur français († 20 mai 2023).
- 23 mai : 
  - Daniel Evans, joueur de tennis britannique.
  - Ricardo dos Santos, surfeur brésilien († 20 janvier 2015).
- 24 mai : Rahiza Kaboré, styliste burkinabé.
- 26 mai : Max Bird, humoriste, vulgarisateur scientifique et vidéaste français.
- 27 mai : Chris Colfer, acteur, scénariste, écrivain et chanteur américain.
- 29 mai :
  - Thibaut Pinot, cycliste français.
  - Lucas Gomes, footballeur brésilien († 28 novembre 2016).
- 30 mai : Yoona, actrice, mannequin, idole, présentatrice et chanteuse sud-coréenne, membre du groupe Girls' Generation.

## Juin
- 1er juin : 
  - Laxmi Agarwal, militante indienne.
  - Roman Josi, joueur de hockey suisse.
  - Stas Shurins, chanteur letton.
- 2 juin : 
  - Eddie Lacy, joueur américain de football américain.
  - Jack Lowden, acteur britannique.
  - Michał Kwiatkowski, coureur cycliste polonais.
- 3 juin :
  - Jason Akeson, joueur de hockey sur glace canadien.
  - Pavel Francouz, joueur de hockey sur glace tchèque.
- 4 juin : 
  - Camila Colombo, joueuse d'échecs uruguayenne.
  - Zac Farro, batteur américain.
  - Greg Monroe, joueur de basket-ball américain.
  - OnneDi, actrice et doubleuse néerlandaise.
  - Evan Spiegel, entrepreneur américain.
- 5 juin : 
  - DJ Mustard, disc jockey américain.
  - Charlotte Bilbault, footballeuse française.
  - Ona Carbonell, nageuse espagnole.
  - Radko Gudas, joueur de hockey sur glace tchèque.
  - Junior Hoilett, footballeur canadien.
  - Sophie Lowe, actrice australienne.
  - Greg Nemisz, joueur de hockey sur glace américain.
  - Sekou Oliseh, footballeur libérien.
  - Machettira Raju Poovamma, athlète indienne.
  - Polina Rahimova, joueuse de volley-ball ukrainienne.
- 6 juin : 
  - Gavin Hoyte, footballeur anglais.
  - Sergio Padt, footballeur néerlandais.
  - Anthony Rendon, joueur américain de baseball.
  - Mathieu Spinosi, acteur et violoniste français.
- 7 juin :
  - Fetty Wap, rappeur et chanteur américain.
  - Iggy Azalea, rappeuse et mannequin australienne.
  - Thomas James Brodie, joueur de hockey sur glace canadien.
  - Aurélie Muller, nageuse française.
  - Allison Schmitt, nageuse de compétition américaine.
  - Michael Stone, joueur de hockey sur glace canadien.
- 8 juin :
  - Anders Christiansen, footballeur danois.
  - Scott Machado, joueur de basket-ball américain.
  - Sanja Malagurski, volleyeuse serbe.
- 9 juin :  
  - Matthias Mayer, skieur alpin autrichien.
  - Calum von Moger, acteur et culturiste australien.
- 10 juin :
  - Abdulla Al-Karbi, handballeur qatarien.
  - Tristin Mays, actrice américaine.
- 11 juin : 
  - Christophe Lemaitre, athlète français.
  - Amanpreet Singh, catcheur indien.
  - Ko Kyeong-pyo, acteur sud-coréen.
- 12 juin :
  - Jrue Holiday, basketteur américain ;
  - Jérôme Jarre, influenceur et youtubeur français.
- 14 juin : Bian Yuqian, joueuse de volleyball chinoise.
- 18 juin : 
  - Abdou Atchabao, footballeur gabonais.
  - Jacob Anderson, chanteur de RnB et trip hop et acteur britannique.
  - Laura Bicane, chanteuse et compositrice lettone.
  - Fatimata Diasso, athlète handisport ivoirienne.
  - Amahl Pellegrino, footballeur norvégien.
- 19 juin : Natsumi Matsubara, chanteuse japonaise.
- 20 juin : 
  - Greg Pateryn, joueur de hockey américain.
  - Mohamed Mbougar Sarr, écrivain sénégalais.
- 21 juin : Knowledge Musona, joueur de football zimbabwéen.
- 25 juin : Edina Gangl, joueuse hongroise de water-polo.
- 26 juin : Fahd El Hachimi, journaliste et animateur de télévision marocain.
- 27 juin : TomSka, auteur et vidéaste britannique.
- 28 juin : Jasmin Bhasin, actrice indienne.
- 29 juin : 
  - Yann M'Vila, footballeur français.
  - Son Seung-won, acteur sud-coréen.
- 30 juin : 
  - Dušan Lajović, joueur de tennis serbe.
  - Cha Hak-yeon (ou N), chanteur, danseur, acteur, présentateur et animateur radio sud-coréen, membre du groupe VIXX.

## Juillet
- 2 juillet : Margot Robbie, actrice australienne.
- 3 juillet : Aïda Ali Ouala, judokate marocaine.
- 4 juillet :
  - David Kross, acteur allemand.
  - Fredo Santana, rappeur américain († 19 janvier 2018).
- 6 juillet :
  - Magaye Gueye, footballeur sénégalais.
  - Li Ziqi, vidéaste chinoise.
- 8 juillet : Kevin Trapp, footballeur international allemand.
- 9 juillet : William Lebghil, comédien français.
- 10 juillet : Sean Downey, coureur cycliste irlandais.
- 11 juillet : Caroline Wozniacki, joueuse de tennis danoise.
- 12 juillet : Drew Gordon, joueur de basket-ball américain († 30 mai 2024).
- 15 juillet : 
  - Tyler Honeycutt, joueur de basket-ball américain († 7 juillet 2018).
  - Freddy Winsth, footballeur suédois.
- 16 juillet :
  - James Maslow, acteur, danseur et chanteur américain.
  - Wizkid, chanteur nigérian.
- 17 juillet : 
  - Vanessa Low, athlète handisport allemande puis australienne.
  - Hélène Mannarino, journaliste, animatrice de télévision et de radio française.
- 18 juillet : Kudakwashe Basopo, footballeuse internationale zimbabwéenne.
- 20 juillet : Amine Tiza, footballeur algérien.
- 22 juillet : Kinga Gajewska, femme politique, politologue, avocate et fonctionnaire locale polonaise.
- 24 juillet : Nine Gorman, vidéaste et romancière.
- 25 juillet : Margot Bailet, skieuse alpine française.
- 27 juillet : 
  - Indiana Evans, actrice australienne.
  - Ian Carter, vidéaste américain.
- 28 juillet :
  - Soulja Boy, rappeur américain.
  - Linn da Quebrada, chanteuse et compositrice brésilienne.
- 29 juillet : 
  - Munro Chambers, acteur canadien.
  - Matt Prokop, acteur américain.
  - Shin Se-kyung, actrice et chanteuse sud-coréenne
- 31 juillet :
  - Kim Amb, athlète suédois.
  - Itohan Ebireguesele, haltérophile nigériane.
  - Orinoco Faamausili, nageur néo-zélandais.
  - Kóstas Papanikoláou, joueur de basket-ball grec.
  - Vatemo Ravouvou, joueur de rugby à XV et à sept fidjien.

## Août
- 1er août :
  - Jack O'Connell, acteur britannique.
  - Alexa Szvitacs, pongiste handisport hongroise
- 3 août : Florent Urani, judoka français.
- 6 août : JonBenét Ramsey, minimiss américaine († 25 décembre 1996).
- 7 août : Josh Franceschi, chanteur du groupe You Me At Six.
- 8 août : Zack Gibson, catcheur britannique.
- 9 août : Bill Skarsgård, Bill Skarsgård
- 10 août : 
  - Lucas Till, acteur américain.
  - Lee Sung-kyung, mannequin, actrice et chanteuse sud-coréenne.
- 12 août : Mario Balotelli, footballeur italien.
- 13 août : 
  - Shila Amzah, chanteuse et compositrice malaisienne.
  - DeMarcus Cousins, Joueur de basket-ball américain
- 15 août : Jennifer Lawrence, actrice américaine.
- 16 août : Shay, rappeuse et chanteuse belge.
- 19 août : Donia Eden, actrice et animatrice de télévision française.
- 20 août : Stijn Fransen, actrice néerlandaise.
- 21 août :
  - Bo Burnham, musicien, chanteur, humoriste et vidéaste américain.
  - Oliver Lund, footballeur danois
  - Jana Majunke, coureuse cycliste handisport allemande.
  - Stanis Bujakera Tshiamala, journaliste congolais.
  - Nina Williams, grimpeuse américaine.
- 23 août : A. G. Cook, producteur de musique britannique.
- 25 août : Muriel Blanche, actrice camerounaise.
- 27 août : 
  - Loïc Pietri, judoka français.
  - Tori Bowie, athlète américaine († 3 mai 2023).
- 28 août : 
  - Naima Bakkal, taekwondoïste marocaine.
  - Bojan Krkic, footballeur espagnol.
  - Vincenza Petrilli, archère italienne.
- 30 août : 
  - Paweł Adamajtis, joueur polonais de volley-ball.
  - Trey McKinney-Jones, joueur américain de basket-ball.

## Septembre
- 2 septembre : Marcus Ericsson, pilote automobile suédois.
- 4 septembre : Stefanía Fernández, mannequin vénézuélienne élue Miss Univers 2009.
- 5 septembre : Mina Başaran, femme d'affaires et jet-setteuse turque († 11 mars 2018).
- 6 septembre : Moussa Sylla (acteur), acteur de cinéma français.
- 11 septembre : Loveline Obiji, haltérophile nigériane.
- 15 septembre : Matt Shively, acteur américain.
- 16 septembre : Serri (Park Mi-yeon (박미연), dite), chanteuse et danseuse sud-coréenne.
- 17 septembre : Ritu Arya, actrice britannique.
- 18 septembre : Michael Smith, joueur de fléchettes anglais.
- 19 septembre : Samina Baig, alpiniste pakistanaise.
- 20 septembre : Marilou, chanteuse québécoise.
- 21 septembre : Christian Serratos, actrice américaine.
- 24 septembre : 
  - Izïa Higelin, chanteuse française.
  - Danielle Lappage, lutteuse canadienne.
  - Jonas Pessalli, footballeur brésilien († 12 juin 2017).
  - Lee Tae-il, chanteur sud-coréen, membre du groupe Block B.

## Octobre
- 1er octobre : Chen Minyi, archère chinoise.
- 2 octobre : Mix Diskerud, footballeur américain.
- 3 octobre : Michele Morrone, acteur et chanteur italien
- 4 octobre : 
  - Tan Yujiao, haltérophile chinoise.
  - Angélique Angarni-Filopon, Miss France 2025.
- 5 octobre : 
  - Aida Dahlen, pongiste handisport norvégienne.
  - Lais Ribeiro, mannequin brésilienne.
- 12 octobre : 
  - Manon Azem, actrice française.
  - Népal, rappeur et beatmaker français. († 9 novembre 2019).
- 13 octobre : Florian Munteanu, acteur germano-roumain.
- 15 octobre : Jeon Ji-yoon, chanteuse et danseuse sud-coréenne ex-membre du groupe 4Minute.
- 16 octobre : Jóhanna Guðrún Jónsdóttir, chanteuse islandaise.
- 17 octobre : Pāvels Kovaļovs, athlète letton spécialiste du triple saut († 5 avril 2015).
- 18 octobre : Brittney Griner, joueuse de basket-ball américaine.
- 21 octobre : 
  - Ricky Rubio, basketteur espagnol.
  - Maxime Vachier-Lagrave, joueur d'échecs français.
- 22 octobre : 
  - Khathia Bâ, kayakiste sénégalaise.
  - David Savard, hockeyeur sur glace canadien.
  - Sho Yano, enfant prodige américain.
- 23 octobre : Stan Walker, chanteur néo-zélandais.
- 25 octobre : Clément Moreau, acteur français.
- 27 octobre : Brenton Tarrant, terroriste autralien, responsable des attentats de Christchurch.
- 28 octobre : Lisa Backwell, actrice anglaise.
- 29 octobre : Amarna Miller, actrice espagnole.
- 31 octobre :
  - Naibili Vatunisolo, athlète handisport fidjienne.
  - Noodle, guitariste du groupe Gorillaz (personnage fictif).
  - Emiliano Sala, footballeur argentin († 21 janvier 2019).

## Novembre
- 1er novembre : 
  - Sébastien Corchia, footballeur français.
  - Tim Frazier, joueur de basket-ball américain.
  - Simone Giertz, humoriste suédoise.
  - Xu Tingting, joueuse de badminton chinoise.
- 2 novembre : 
  - Christopher Dibon, footballeur autrichien.
  - Kendall Schmidt, acteur, danseur et chanteur américain.
- 3 novembre :
  - Candy Ming, actrice, plasticienne, chanteuse et écrivain française.
  - Ivo Pękalski, footballeur suédois.
- 6 novembre :
  - Patricia Apolot, kickboxeuse ougandaise.
  - Sam Dower, basketteur américain.
  - Zenash Gezmu, athlète d'origine éthiopienne spécialisée dans le marathon († 27 novembre 2017).
  - Jiloan Hamad, footballeur suédois.
  - Dorothea Barth Jörgensen (en), mannequin suédoise.
  - Mélissa Nkonda, chanteuse française d'origine algérienne et camerounaise.
  - André Schürrle, footballeur allemand.
  - Cédric Yambéré, footballeur français.
  - Kris Wu (Lǐ Jiāhéng (李嘉恒), dit), acteur, rappeur, chanteur et modèle sino-canadien.
- 7 novembre :
  - David de Gea, footballeur espagnol.
  - Jermaine Marshall, joueur de basket-ball américain († 18 janvier 2019).
- 8 novembre :
  - SZA, auteur-compositrice-interprète et chanteuse américaine.
  - Robin Maxkii, actrice amérindienne.
- 9 novembre : Romain Bardet, cycliste français.
- 10 novembre : Jung Taek-woon (ou Leo), auteur-compositeur et comédien sud-coréen, membre du groupe VIXX.
- 12 novembre : Florent Manaudou, nageur français.
- 16 novembre : Praouda, chanteur béninois († 26 décembre 2024).
- 20 novembre :
  - Mark Christian, cycliste britannique.
  - David Washington, joueur de baseball américain.
- 22 novembre :
  - Claire Le Men, autrice de bande dessinée française.
  - Jayathma Wickramanayake, militante srilankaise et fonctionnaire des Nations unies.
- 23 novembre : Maxime Courby, basketteur français.
- 24 novembre : 
  - Sarah Hyland, actrice américaine.
  - Tom Odell, chanteur anglais.
- 25 novembre : Ado Pharaon, hypnotiseur français.
- 26 novembre : Rita Ora, chanteuse anglaise.
- 28 novembre : 
  - Edis, chanteur turc.
  - Lee Min-hyuk (ou Huta), chanteur, danseur, rappeur, auteur-compositeur et acteur sud-coréen membre du groupe BTOB.
- 29 novembre : Harnaam Kaur, mannequin, conférencière et femme à barbe britannique
- 30 novembre : Magnus Carlsen, joueur d'échecs norvégien.

## Décembre
- 1er décembre : 
  - Michael Dixon, basketteur américain.
  - Mukhtar Mohammed, athlète britannique.
  - Tomáš Tatar, joueur de hockey sur glace slovaque.
  - Stanislav Kritsiouk, footballeur russe.
  - Chanel Iman, mannequin américain.
- 2 décembre : 
  - An Il-bom, footballeur nord-coréen.
  - Erik Marxen, footballeur danois.
  - Simon Schürch, rameur suisse.
  - Olha Skrypak, athlète ukrainienne.
  - Angélo Tulik, coureur cycliste français.
- 3 décembre : 
  - Christian Benteke, footballeur belge.
  - Sharon Fichman, joueuse de tennis canadienne.
  - Long Qingquan, haltérophile chinois.
  - Takuji Yonemoto, footballeur japonais.
  - Toomaj Salehi, rappeur iranien
- 4 décembre : 
  - Lukman Haruna, footballeur nigérien.
  - Yukiko Inui, nageuse japonaise.
  - Sabina Miclea, volleyeuse roumaine
  - Schalk van der Merwe, joueur de rugby sud-africain.
  - Philip Varone, joueur de hockey sur glace canadien.
- 5 décembre : 
  - Montee Ball, joueur américain de football américain.
  - Zied Boughattas, footballeur tunisien.
  - Clive Murray, footballeur grenadien.
  - Ransford Osei, footballeur ghanéen.
  - Vincent Sanford, basketteur français.
  - Bobur Shokirjonov, athlète ouzbek.
  - Diego Dellasega, sauteur à ski italien.
  - Abel Tamata, footballeur néerlandais.
- 6 décembre : 
  - Axel Augis, gymnaste artistique français.
  - D. J. Cooper, basketteur américain.
  - Tamira Paszek, joueuse de tennis autrichienne.
- 7 décembre : 
  - Cameron Bairstow, basketteur australien.
  - Urszula Radwańska, joueuse de tennis polonaise.
  - Émile Berling, acteur français.
  - David Goffin, joueur belge de tennis.
  - Yasiel Puig, joueur de baseball cubain.
- 8 décembre : 
  - Kevin Fey, joueur de hockey sur glace suisse.
  - Tobias Franzmann, rameur allemand.
  - Tessa Gobbo, rameuse américaine.
  - Shenise Johnson, joueuse américaine de basket-ball.
  - Anna Wierzbowska, rameuse polonaise.
- 9 décembre :
  - Daundre Barnaby, athlète canadien d'origine jamaïcaine († 27 mars 2015).
  - LaFee, chanteuse allemande de pop rock.
  - Chloé Depouilly, patineuse artistique française et sud-africaine.
  - Bruce Rondón, joueur de baseball vénézuélien.
- 10 décembre : 
  - Sakiko Matsui, chanteuse et idole japonaise.
  - Kazenga LuaLua, footballeur anglo-congolais.
  - Wil Myers, joueur de baseball américain.
  - Pál Joensen, nageur féroïen.
  - Shoya Tomizawa, pilote vitesse moto japonais († 5 septembre 2010).
  - Aruwa Ameh, footballeur nigérian († 28 novembre 2011).
- 11 décembre : 
  - Hyolyn, chanteuse et danseuse sud-coréenne
  - Marco Orsi, nageur italien.
  - Billy Baron, basketteur français.
- 12 décembre : 
  - Polat Kemboi Arıkan, athlète turc.
  - Ziandzha, chanteuse et auteure-compositrice ukrainienne.
  - Tommaso Benvenuti, joueur de rugby italien.
  - Philippe Davies, joueur de football canadien.
  - Nixon Chepseba, athlète kényan.
  - Renan, footballeur brésilien.
  - Seungri, membre du groupe coréen Big Bang.
- 13 décembre : 
  - Billy Forbes, footballeur anglais.
  - Britt Stina Johansson, joueuse de ring hockey allemande.
  - Arantxa Rus, joueuse de tennis néerlandaise.
  - Krzysztof Zwarycz, haltérophile polonais.
- 14 décembre : 
  - Gizem Sancak, joueuse de volley-ball turque.
  - Robert Covington, basketteur américain.
- 15 décembre : 
  - Chencho Gyeltshen, footballeur bhoutanais.
  - Trevor Hildenberger, joueur de baseball américain.
  - Xenia Georgia Assenza, actrice allemande.
  - Juliane Wurm, grimpeuse allemande.
  - Dai Xiaoxiang, archer chinois.
- 16 décembre : 
  - Eduard Lamas, joueur de rink hockey espagnol.
  - Yasmin Lucas, chanteuse brésilienne.
  - Brandon Peterson, basketteur américain.
  - Rebecca Marino, joueuse de tennis professionnelle canadienne.
  - Aziz Behich, footballeur australien.
- 17 décembre : 
  - Abderrazak Hamed-Allah, footballeur marocain.
  - Henri Anier, footballeur estonien.
  - Emmanuel Agyemang-Badu, footballeur ghanéen.
  - Jovian Hediger, fondeur suisse.
  - Graham Rogers, acteur américain.
  - Taylor Rogers, joueur de baseball américain.
  - Tyler Young, acteur américain.
  - Karen Ibasco, Miss Terre 2017.
  - Anna Manaut, handballeuse espagnole.
  - Marie Lebec, femme politique française.
  - Takahiro Norimoto, joueur de baseball japonais.
  - Nahir Oyal (en), footballeur suédois.
  - Andrew Robertson, athlète britannique.
  - Folashade Abugan, athlète nigériane.
  - Tom Walker, chanteur anglais.
- 18 décembre : 
  - Arvydas Novikovas, footballeur lituanien.
  - Vincent Dias dos Santos, cycliste luxembourgeois.
  - Milou van der Heijden, joueuse de squash néerlandaise.
  - Michael Cuming, coureur cycliste anglais.
  - Fabian Riessle, skieur allemand.
  - Dmitry Bivol, boxeur russe.
  - Micah Johnson, joueur de baseball américain.
  - Sierra Kay (en), chanteuse américaine.
  - Alexi Peuget, footballeur français.
  - Victor Hedman, joueur de hockey sur glace suédois.
- 19 décembre : 
  - Sally Fitzgibbons, surfeuse australienne.
  - Natalia de Molina, actrice espagnole.
  - Landing Sané, joueur français de basket-ball.
- 20 décembre : 
  - Auline Grac, miss Prestige national.
  - Nzuzi Toko, footballeur congolais.
  - Winny Chebet, athlète kényane.
  - Robert Whittaker, combattant américain.
  - Adrien-Mehdi Monfray, footballeur français.
  - JoJo, chanteuse, auteur-compositrice-interprète et actrice américaine.
- 21 décembre : 
  - Jo Coppens, footballeur belge.
  - Myrtille Georges, joueuse de tennis française.
- 22 décembre : 
  - Josef Newgarden, pilote automobile américain.
  - Jean-Baptiste Maunier, chanteur et acteur français.
- 23 décembre : 
  - Anna Maria Perez de Tagle, actrice, mannequin et chanteuse américaine.
  - Yvette Broch, joueuse de handball néerlandaise.
- 24 décembre : 
  - Carolanne D'Astous-Paquet, chanteuse québécoise.
  - Lars Hartig, rameur allemand.
  - Michael Lewis, pilote automobile américain.
- 25 décembre : 
  - Ramona Bachmann, footballeuse suisse.
  - Ronnia Fornstedt, mannequin suédoise.
- Mikkel Rygaard, footballeur danois.
- 26 décembre : 
  - Andy Biersack, chanteur américain.
  - Steve Bekaert, coureur cycliste belge.
  - Denis Cheryshev, joueur de football russe.
  - Aaron Ramsey, footballeur international gallois.
- 27 décembre : 
  - Solène Hébert, mannequin française.
  - Juvhel Tsoumou, footballeur allemand.
  - Milos Raonic, joueur de tennis canadien.
- 28 décembre : 
  - David Archuleta, chanteur américain.
  - Ayele Abshero, athlète éthiopien, spécialiste des courses de fond.
  - Sadio Diallo, footballeur international guinéen.
  - Zlatko Hebib, footballeur suisse.
  - Marcos Alonso, footballeur espagnol.
  - Đorđe Gagić, joueur serbe de basket-ball.
  - Reda Aadel, coureur cycliste marocain.
  - John Henson, joueur américain de basket-ball.
  - Moustafa Palazli Chousein-Oglou, acteur anglais.
  - Yago Muñoz, acteur et chanteur mexicain.
  - Bastiaan Lijesen, nageur néerlandais.
  - Marit Dopheide, athlète néerlandaise.
  - Nevena Ignjatović, skieuse alpine serbe.
- 29 décembre : Aslan Raïssov, joueur de hockey sur glace russe.
- 30 décembre : Joe Root, joueur de cricket anglais.
- 31 décembre : 
  - Zhao Jing, nageuse chinoise.
  - Julia Salazar, femme politique américaine.
  - Patrick Chan, patineur artistique canadien.
  - Diogo Campos, footballeur brésilien.
  - Jakob Schubert, grimpeur autrichien.
  - Carlos Martens Bilongo, députée Français.